# Ait Majden
Ait Majden (en àrab آيت ماجدن, Āyt Mājdan; en amazic ⴰⵢⵜ ⵎⴰⵊⴷⵏ) és una comuna rural de la província d'Azilal, a la regió de Béni Mellal-Khénifra, al Marroc. Segons el cens de 2014 tenia una població total de 17.572 persones.